# فيروس تبرقش اللوبيا

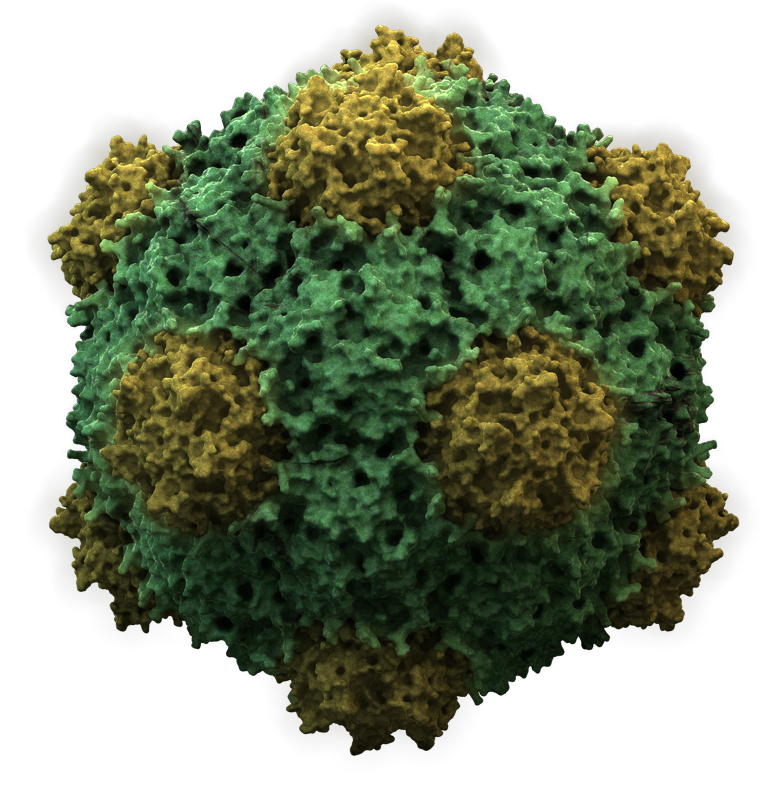
بنية فيروس تبرقش اللوبياء

فيروس تبرقش اللوبيا (بالإنجليزية: Cowpea mosaic virus or CPMV)‏ هو فيروس نبات من مجموعة الفيروسات الكوموية. يصيب هذا الفيروس أوراق نبات اللوبياء الظفرية.